# لاسلو بوستاي
لاسلو بوستاي (بالمجرية: Pusztai László)‏ هو لاعب كرة قدم مجري في مركز الهجوم، ولد في 1 مارس 1946 في Szentes ‏ في المجر، وتوفي في 6 يوليو 1987 في Polgárdi ‏ في المجر بسبب حادث مرور. شارك مع منتخب المجر لكرة القدم. أما مع النوادي، فقد لعب مع نادي بودابست هونفيد ونادي فيرينتسفاروشي.

## وصلات خارجية
- لاسلو بوستاي على موقع الاتحاد الدولي (مؤرشف)  (الإنجليزية)
- لاسلو بوستاي على موقع الاتحاد الأوربي (الإنجليزية)
- لاسلو بوستاي على موقع قاعدة بيانات كرة القدم.إي يو (الإنجليزية)
- لاسلو بوستاي على موقع ناشيونال فوتبول تيمز (الإنجليزية)
- لاسلو بوستاي على موقع عالم كرة القدم.نت (الإنجليزية)